# 北馬其頓郵政
北馬其頓郵政是北馬其頓的國家郵政公司，成立於1992年6月1日。

## 外部連結
- Official site （页面存档备份，存于）